# Young Misfit
Young Misfit è il secondo mixtape del rapper statunitense Playboi Carti, pubblicato il 21 novembre 2012 indipendentemente. Il mixtape presenta le collaborazioni di Lil Genocide e Nessly.

## Tracce
1. 36 Villainz – 3:26
2. Zombies – 1:43
3. $kit 1
4. Blue Crystal$ – 3:39
5. $teeze – 2:56
6. Club Pink (feat. Nessly) – 3:41
7. Van Go – 2:09
8. $kit 2
9. Paper Cha$in' – 2:59